# Kelly Macdonald
Kelly Macdonald (Glasgow, 23 februari 1976) is een Schots actrice. Ze werd in 2006 genomineerd voor een Golden Globe voor haar rol in de televisiefilm The Girl in the Café en in 2008 voor een BAFTA Award voor die in No Country for Old Men. Meer dan vijf andere acteerprijzen werden haar daadwerkelijk toegekend, waaronder een Emmy Award (voor The Girl in the Café), een Screen Actors Guild Award (met de acteurs van No Country for Old Men), een Special Achievement Award tijdens de Satellite Awards 2002 (met de acteurs van Gosford Park) en de juryprijs op het Sundance Film Festival 2008 (met de acteurs van Choke).

## Carrière
Macdonald debuteerde in 1996 op het witte doek als Diane in de boekverfilming Trainspotting. Sindsdien verscheen ze in meer dan dertig films, meer dan 35 inclusief televisiefilms. Hoewel in veel mindere mate, speelde ze ook bij tijd en wijle in televisieseries. Zo was Macdonald in 2003 te zien als Della Smith in de zesdelige Britse miniserie State of Play. Twee jaar daarna speelde ze een eenmalig gastrolletje als Kiera MacLaine in Alias. In 2010 speelde ze Margaret Schroeder in de Amerikaanse serie Boardwalk Empire.

### Privéleven
Macdonald trouwde in 2003 met Dougie Payne, de bassist van de popgroep Travis. Samen kregen ze in 2008 een zoon.

## Prijzen
- Gosford Park (2002)
- The Girl in the Café (2006)
- No Country for Old Men (2008)
- Boardwalk Empire (2011)